# ند بریتیت
ادوارد تامپسون بریتیت جونیور (.Edward Thompson Breathitt Jr)‏ (۲۶ نوامبر۱۹۲۴–۱۴ اکتبر ۲۰۰۳)، سیاستمدار آمریکایی از ایالت مشترک‌المنافع کنتاکی بود. به‌عنوان عضو یکی از خانواده‌های سیاسی، پنجاه و یکمین فرماندار کنتاکی بود و از سال ۱۹۶۳ تا سال ۱۹۶۷ در این سمت خدمت کرد. بریتیت پس از خدمت در جنگ دوم جهانی و فراغت از دانشگاه کنتاکی، در کمپین انتخابات ریاست‌جمهوری آدلای استیونسون، کمپین سناتوری آلبن بارکلی و کمپین فرمانداری برت تی. کامبز، کار کرد. پس از پیروزی کامبز به سمت فرمانداری در سال ۱۹۵۹، بریتیت را عالی‌رتبه کارمندان منصوب کرد که بریتیت در این سمت قانونی را نوشت که نخستین نظام شایسته‌گرا را برای کارمندان ایالتی ایجاد کرد. بریتیت در تمامی دوران تصدی کامبز به وظایف انتصابی خود ادامه داد و در سال ۱۹۶۲ کومبر از جانشینی بریتیت در سمت خود حمایت کرد.
بریتیت در انتخابات مقدماتی حزب دموکرات، با شکست دادن ای. بی. «هپی» چندلر، فرماندار دو دور پیشین به حرفهٔ سیاسی وی پایان داد. بریتیت در انتخابات عمومی در برابر لوی بی. نان جمهوری‌خواه پیروز شد. بریتیت کارهای کامبز را که بهبود بزرگ‌راه‌ها و پارک‌ها، افزایش بودجه آموزشی و تقویت مقررات استخراج سطحی بود، ادامه داد. عمده‌ترین دستاورد بریتیت به عنوان فرماندار، تصویب قانون حقوق مدنی کنتاکی، اولین قانون تبعیض‌زدایی که در ایالت جنوبی تصویب شد، بود. بزرگ‌ترین ناکامی وی ناتوانی در تصویب قانون اساسی جدید ایالتی بود.
بریتیت متعاقب دورهٔ فرمانداریش، به عنوان مشاور حقوقی شرکت راه‌آهن جنوبی کار کرد و سپس نائب رئیس امور عمومی شرکت نورفولک ساترن شد. وی در تعداد زیادی از فعالیت‌های خدمات اجتماعی شرکت کرد و در کمیسیون‌ها سیاسی که به هدف پایان بخشیدن به فقر ایجاد شده بود، خدمت کرد. بریتیت در ۱۰ اکتبر سال ۲۰۰۳ در هنگام سخنرانی در کالج اجتماعی لکسینگتون، سقوط کرد. در بیمارستان دانشگاه کنتاکی بستری شد اما پس از سقوط کردن در بیهوشی ماند و چهار روز بعد فوت کرد.

## اوایل زندگی
ند بریتیت در ۲۶ نوامبر سال ۱۹۲۴ در شهرستان هاپکینزویل ایالت کنتاکی بدنیا آمد. وی یگانه فرزند ادوارد تامپسون بریتیت و مری (والاس) بریتیت بود. خانوادهٔ بریتیت سنت شایانی در سیاست داشتند. جان بریتیت یکی از اقارب دور بریتیت، در سال ۱۸۳۲ والی کنتاکی بود. جیمز بریتیت پدر، پدربزرگ جیمز بریتیت از سال۱۹۰۷ تا سال ۱۹۱۱، دادستان کل ایالت و جیمز بریتیت جونیور، عمویش از سال ۱۹۲۷ تا سال ۱۹۳۲ نائب فرماندار ایالت بود.
بریتیت آموزش اولیهٔ خود را در مدارس دولتی هاپکینزویل حصول کرد و در سال ۱۹۴۲ از دبیرستان هاپکینزویل فارغ شد. در اواخر همان سال، در جریان جنگ دوم جهانی برای خدمت در نیروهای هوایی ایالات متحده نام‌نویسی کرد و الی سال ۱۹۴۵ در این نیروها خدمت کرد. بریتیت پس از جنگ در دانشگاه کنتاکی ثبت نام کرد. در هنگام که در دانشگاه کنتاکی بود، به عنوان رئیس انجمن افتخاری اومیکرون دلتا کاپا و انجمن لامپ و صلیب خدمت کرد. وی همچنین عضو انجمن اخوت اجتماعی سیگما آلفا اپسیلون بود. استاد جک ریوز و توماس دی. کلرک، با دیدن علاقهٔ بریتیت به سیاست، از وی درخواست نمودند تا ریاست کمپین دانشگاهی در حمایت از قانون اساسی جدید را به‌عهده بگیرد. بریتیت این درخواست را قبول کرد و با وجودی‌که قانون اساسی پیشنهاد شده تصویب نشد، وی تعهد کرد که سند قانون اساسی را به روز می‌سازد.
بریتیت در سال ۱۹۴۸ سند کارشناسی در رشته اداره تجارت بدست آورد. در ۲۰ دسامبر سال ۱۹۴۸، با فرانسس هولمن اهل میفیلد ایالت کنتاکی ازدواج نمود. این زوج چهار فرزند داشتند که عبارت اند از: مری فران، لیندا، سوزان و ادوارد سوم. بریتیت در سال ۱۹۵۰ مدرک کارشناسی حقوق را بدست آورد و به هاپکینزویل برگشت و در آنجا در شرکت حقوقی ترمبل، سویارز و بریتیت، به کار شروع کرد.

## حرفهٔ سیاسی
بریتیت در سال ۱۹۵۱ به نمایندگی از حوزهٔ انتخابیهٔ نهم، در نخستین دور سه دورهٔ متوالی، در مجلس نمایندگان کنتاکی انتخاب شد. به‌عنوان قانون‌گذار، بریتیت رهبر شناختهٔ شدهٔ جناح مخالف برنامهٔ فرماندار ای.بی. «هپی» چندلر بود. وی از نخستین سند تقنینی تنظیم کنندهٔ مقررات معدن‌کاری حمایت کرد، قوانین ثبت نام و انتخابات را بهبود بخشید و برای بازنگری قانون اساسی ایالتی کمپین نمود. او همچنین در تهیه برنامهٔ حداقل بنیاد برای آموزش سهم داشت. بریتیت از سال ۱۹۵۲ تا سال ۱۹۵۴، به عنوان رئیس انجمن دموکراتان جوان کنتاکی و عضو کمیتهٔ ملی دموکراتان جوان آمریکا خدمت کرد. در سال ۱۹۵۲، رئیس دفتر سخنگوی کمپین انتخابات ریاست‌جمهوری آدلای استیونسون بود و دو سال بعد در ستاد کمپین انتخاباتی مجدد سناتور آلبن بارکلی کار کرد.
برت تی. کامبز، در انتخابات مقدماتی فرمانداری حزب دموکرات در سال ۱۹۵۸، َ بریتیت را مسئول کمپین انتخاباتی خود علیه ویلسون وایت تعین نمود. پس از این‌که کامبز در سال ۱۹۵۹ به‌عنوان فرماندار انتخاب شد، بریتیت را عالی‌رتبه کارمندان ایالتی، مسئول تحریر قوانین ایجاد کنندهٔ نظام شایسته‌گرا برای کارمندان ایالتی تعیین کرد. پس از رد موفقیت آمیزٔ این سند تقنینی از طریق مجمع عمومی، بریتیت به هدف پذیرش سمت کمیسیون خدمات عامهٔ کنتاکی از سمت خود به عنوان عالی‌رتبه کارمندان استعفا داد. وی همچنین به عنوان رئیس کنوانسیون قانون اساسی ایالت ناکام در سال ۱۹۶۰ کار کرد و عضو کمیسیون فرمانداری در بهداشت روانی بود.

### کمپین انتخاباتی فرمانداری ۱۹۶۳
در سال ۱۹۶۲، هپی چندلر فرماندار دو دوره‌ای پیشین و رهبر جناح حزبی دموکرات، از قبل کمپین خود را برای سومین دورهٔ فرمانداری آغاز کرده بود. جناح حزبی ضد چندلر، نگران این موضوع شد که اگر کاندید خود را معرفی نکند، اعلام کمپین زود هنگام چندلر سبب پیروزیش در انتخابات سال ۱۹۶۳ خواهد شد. رهبران جناح حزبی، به‌طور قوی از هنری وارد، عالی‌رتبه بزرگ‌راه‌ها حمایت می‌کردند اما فرماندار کامبز به حمایت از بریتیت تمایل داشت. بریتیت در ۲ مه سال ۱۹۶۲ کاندیداتوری خود را اعلام کرد اما بسیاری از اعضای حزب وی به دلیل جوانی و بی تجربگی نسبیش در دو راهه قرار گرفتند. کامبز سرانجام جناح ضد چندلر را به حمایت از بریتیت متقاعد ساخت و وارد هرگز دیگر کاندید نشد.
در جریان کمپین دور مقدماتی انتخابات، چندلر در عوض بریتیت بی‌تجربه حملات خود را علیه دولت کامبز متمرکز ساخت. چندلر که یک شرکتر کارکشته بود، شدیداً بر مالیات بر فروش سه درصدی که در جریان دولت کامبز تصویب شده بود، تاخت. بریتیت با این اتهامات که چندلر به عنوان سناتور بر قطعنامه اعلان جنگ بر ژاپن در جریان جنگ دوم جهانی رای مثبت داده بود اما مدت کوتاهی پس از آن از خدمت در ارتش استعفا داد، به اتهامات چندلر پاسخ داد. به علاوه وی اتهام وارد کرد که داماد چندلر از افرادی کمک‌ها را برای کمپین جمع‌آوری می‌کرد که در طمع نفع گرفتن از دولت ایالتی بودند. بریتیت جوان که در زمان شروع کمپین انتخاباتی سی و هشت ساله بود، به خوبی خود را با رسانه نسبتاً جدید وفق داد در حالی‌که چندلر کهن‌سال این کار را انجام داده نتوانست.

## کتابشناسی
- Champion, Thomas J. (2006). "Breathitt, Edward T(hompson) (Ned)".  In Pach, Chester J. (ed.). Johnson Years. New York City, New York: Facts on File, Inc. ISBN 978-0-8160-5388-9.
- "Former Board Chair Edward Breathitt Dies". University of Kentucky. October 15, 2003. Archived from the original on October 12, 2008. Retrieved December 16, 2009.
- Harrell, Kenneth E. (2004). "Bert T. Combs".  In Lowell Hayes Harrison (ed.). Kentucky's Governors. Lexington, Kentucky: The University Press of Kentucky. ISBN 0-8131-2326-7.
- Harrison, Lowell H. (1992). "Breathitt, Edward Thompson, Jr.".  In Kleber, John E. (ed.). The Kentucky Encyclopedia. Associate editors: Thomas D. Clark, Lowell H. Harrison, and James C. Klotter. Lexington, Kentucky: The University Press of Kentucky. ISBN 0-8131-1772-0. Archived from the original on July 17, 2019. Retrieved September 13, 2020.
- Harrison, Lowell H.; James C. Klotter (1997). A New History of Kentucky. University Press of Kentucky. ISBN 0-8131-2008-X. Retrieved June 26, 2009.
- Hewlett, Jennifer (October 15, 2003). "A Life of Public Service; Former Governor Recognized as One Who Worked Selflessly for His State". Lexington Herald-Leader. Archived from the original on December 24, 2004. Retrieved August 13, 2017.
- "Kentucky Governor Edward Thompson Breathitt". National Governors Association. Archived from the original on January 19, 2012. Retrieved September 13, 2020.
- Pearce, John Ed (1987). Divide and Dissent: Kentucky Politics 1930–1963. Lexington, Kentucky: The University Press of Kentucky. ISBN 0-8131-1613-9.
- Powell, Robert A. (1976). Kentucky Governors. Danville, Kentucky: Bluegrass Printing Company. OCLC 2690774.
- Saxon, Wolfgang (October 16, 2003). "Edward Breathitt Jr. , 78, Ex-Governor of Kentucky, Dies". The New York Times. Archived from the original on August 8, 2014. Retrieved September 13, 2020.
- "Stricken Breathitt dies at 78", The Courier-Journal, Louisville, Ky., October 15, 2003, archived from the original on December 30, 2004, retrieved August 13, 2017